# Броштеній-де-Сус
Броштеній-де-Сус (рум. Broștenii de Sus) — село у повіті Горж в Румунії. Входить до складу комуни Плопшору.
Село розташоване на відстані 211 км на захід від Бухареста, 42 км на південь від Тиргу-Жіу, 48 км на північний захід від Крайови.

## Населення
За даними перепису населення 2002 року у селі проживали 65 осіб, усі — румуни. Усі жителі села рідною мовою назвали румунську.